# Весела Люцканова
Весела Люцканова (болг. Весела Люцканова, 21 серпня 1935, Софія) — болгарська письменниця-фантастка, авторка детективних творів та видавець.

## Біографія
Народилася майбутня письменниця у 1935 році в Софії. До 3 років вона жила разом із своїми біологічними батьками, проте в 1938 році її мати померла від туберкульозу, а батька ув'язнили за його комуністичні переконання. Після цього майбутня письменниця із сестрою виховувались у сирітському притулку разом із 5-річною сестрою. Там вони пережили найбільше бомбардування Софії літаками антигітлерівської коаліції 10 січня 1944 року, проте у Весели внаслідок цього з'явилась часткова амнезія. Її усиновила родина Люцкана Люцканова з Ловеча. У підлітковому віці до Весели почала повертатися пам'ять. Росла і началась майбутня письменниця в Ловечі. Після закінчення школи навчалась у Вищому інженерно-будівельному інституті в Софії. Після закінчення інституту працювала проектантом, пізніше перейшла на літературну діяльність, працювала заступником директора Літературного фонду Спілки болгарських письменників, редактором видання «Строител» та видавництва «Народна младеж». У 1992 році Люцканова заснувала власне приватне видавництво «Весела Люцканова».

## Літературна творчість
Перший роман Весели Люцканової «Клонінги» був написаний у 1971 році, проте вийшов друком лише в 1975 році. Вважається, що саме в цьому романі вперше вжито термін «клон». У 1996 та 2004 роках письменниця опублікувала продовження цього роману «Повернення клонів» (болг. Клонингите се завръщат) та «Клони йдуть геть» (болг. Клонингите си отиват). У 1986 році Люцканова опублікувала детективний роман «Вина невинних» (болг. Вина за невинните), а в 1993 році роман «Калі Юга» (болг. Кали Юга). У 1986 році вийшла друком збірка письменниці «Обличчя Горгони» (болг. Лицето на горгоната). У 1988 році вийшов друком нефантастичний роман письменниці «Лелеки на льоду» (болг. Щъркели на леда).

## Нагороди та премії
У 1989 році Весела Люцканова отримала премію Єврокону за загальний творчість. У 1994 році письменниця отримала болгарську премію «Гравітон» за велику уяву. У 1993 році письменниця отримала Міжнародну премія престижу та якості «American Golden Star».

## Твори

### ЦиклКлонинги
- 1975 — Клонинги
- 1996 — Клонингите се завръщат
- 2004 — Клонингите си отиват

### Збірки
- 1986 — Лицето на горгоната

### Романи
- 1993 — Кали Юга
- 1986 — Вина за невинните
- 1988 — Щъркели на леда